# Uniwersytet Wilfrida Lauriera

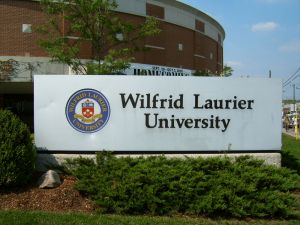
Tablica z nazwą i logo uczelni

Uniwersytet Wilfrida Lauriera (ang. Wilfrid Laurier University) – kanadyjski uniwersytet publiczny w mieście Waterloo w prowincji Ontario, założony w 1911 jako seminarium duchowne Kościoła luterańskiego. W 1973, kiedy to stał się instytucją świecką, został nazwany na cześć Wilfrida Lauriera, premiera Kanady w latach 1896–1911.
Główny kampus mieści się w centrum miasta, nieopodal kampusu Uniwersytetu w Waterloo. Dwa kampusy satelickie znajdują się w pobliskich miastach Brantford i Kitchener. 
Kształci około 18 000 tysięcy na studiach dziennych i zatrudnia ponad 500 wykładowców. 